# Ongenga
Ongenga ist eine Siedlung und Verwaltungssitz des gleichnamigen Wahlkreises in der Region Ohangwena im Nordosten Namibias. Der Kreis grenzt im Norden an Angola, im Osten an den Wahlkreis Oshikango. Ongenga soll 500 Einwohner (Stand 2022) auf einer Fläche von 3,57 Quadratkilometer haben.
Ongenga liegt auf 1106 m, rund 28 Kilometer westlich von Oshikango und 40 Kilometer nördlich von Oshakati.